# Ceatalchioi
Ceatalchioi là một xã thuộc hạt Tulcea, România. Dân số thời điểm năm 2002 là 755 người.